# Neftali Manzambi
Neftali Benedic Manzambi, född 23 april 1997, är en schweizisk fotbollsspelare som spelar för Sporting Gijón.

## Karriär
Manzambi kom till Basel som 12-åring från La Chaux-de-Fonds. Manzambi  debuterade för Basel i Schweiziska superligan den 14 maj 2017 i en 3–3-match mot Thun, där han blev inbytt i den 75:e minuten mot Adama Traoré.
Den 7 augusti 2018 lånades Manzambi ut till spanska Sporting Gijón på ett låneavtal över säsongen 2018/2019 och därefter med en köpoption. Den 30 januari 2019 utnyttjade Sporting Gijón köpoptionen och Manzambi skrev på ett treåskontrakt med klubben. Han lånades dock direkt ut till Córdoba över resten av säsongen 2018/2019. Den 31 januari 2020 lånades Manzambi ut till Valencias B-lag på ett låneavtal över resten av säsongen 2019/2020.
Den 28 januari 2021 lånades Manzambi ut till Mjällby AIF. Manzambi tävlingsdebuterade för Mjällby den 27 februari 2021 i en 3–0-vinst över Landskrona BoIS i Svenska cupen, där han blev inbytt i den 77:e minuten mot Taylor Silverholt. Manzambi gjorde allsvensk debut den 11 april 2021 i en 0–0-match mot Varbergs BoIS, där han blev inbytt i den 86:e minuten mot Jesper Gustavsson. Manzambi gjorde totalt fyra inhopp i Allsvenskan 2021.